# Drapeau du Centre-Val de Loire
Le drapeau du Centre-Val de Loire est le drapeau de la région française Centre-Val de Loire.
En 2015, il n'existe pas de drapeau de la région région administrative Centre-Val de Loire.
On peut toutefois citer l'emblème qui reprend le logo déposé par le conseil régional. Conçu en 1987, il représente un Cœur bleu sur fond blanc qui transperce la carte de la France et a connu plusieurs améliorations jusqu'en 2015 où il est remplacé par un nouveau lors de la refondation des régions.

Logo d'origine.
Logo depuis 2015.

On peut également citer un drapeau non officiel et non utilisé, basé sur les drapeaux des provinces historiques qui composent la région : au centre l'Orléanais (d´azur aux trois fleurs de lys d´or au lambel d´argent), la Touraine (pour la bordure componée d'argent et de gueules) et dans une moindre mesure le Berry. La Fleur de lys rappelle l'appartenance au royaume de France. Ce drapeau est peu connu et c'est surtout le logo de la région qui est utilisé.
En 2010, la Monnaie de Paris a édité une pièce de 10 € comportant un drapeau à trois fleurs de lys pour représenter la région dans l'édition des euros des régions.

drapeau de l'Orléanais
drapeau du Berry
drapeau de la Touraine